# Tscheslaw Alexandrowitsch Schumilow
Tscheslaw Alexandrowitsch Schumilow (russisch Чеслав Александрович Шумилов; * 1973 in Slatoust) ist ein ehemaliger russischer Naturbahnrodler und Trainer. Mit seinem Doppelsitzerpartner Andrei Tschernezow erreichte er drei Top-5-Platzierungen bei Welt- und Europameisterschaften sowie den ersten Platz bei der Junioreneuropameisterschaft 1991.

## Karriere
Tscheslaw Schumilow nahm von 1990 bis 1992 an Junioreneuropameisterschaften teil. Nachdem er 1990 den 19. Platz im Einsitzer belegt hatte, feierte er 1991 in Kandalakscha den ersten internationalen Erfolg, als er zusammen mit Andrei Tschernezow Junioreneuropameister im Doppelsitzer wurde. Im nächsten Jahr erzielte er gemeinsam mit Georgi Worobjow den vierten Platz im Doppelsitzer.
Von 1992 bis 1996 nahm das Duo Schumilow/Tschernezow an Welt- und Europameisterschaften teil. Bei der Weltmeisterschaft 1992 in Bad Goisern erreichten sie den fünften und bei der Weltmeisterschaft 1994 in Gsies den vierten Platz. 1995 folgte bei der Europameisterschaft in Kandalakscha wieder ein fünfter Platz. Bei der Europameisterschaft 1993 in Stein an der Enns und der Weltmeisterschaft 1996 in Oberperfuss belegten sie jeweils den achten Platz. Im Einsitzer nahm Tscheslaw Schumilow nur an der Weltmeisterschaft 1992 teil, bei der er den 42. Platz unter 46 gewerteten Rodlern erzielte.
Nach seiner aktiven Karriere begann Schumilow als Trainer in den Vereinigten Staaten zu arbeiten. Bis 2011 war er einige Jahre Western Regional Development Coach im US-amerikanischen Rennrodelverband.

## Erfolge
(wenn nicht anders angegeben, Doppelsitzer mit Andrei Tschernezow)

### Weltmeisterschaften
- Bad Goisern 1992: 5. Doppelsitzer, 42. Einsitzer
- Gsies 1994: 4. Doppelsitzer
- Oberperfuss 1996: 8. Doppelsitzer

### Europameisterschaften
- Stein an der Enns 1993: 8. Doppelsitzer
- Kandalakscha 1995: 5. Doppelsitzer

### Junioreneuropameisterschaften
- Železniki 1990: 19. Einsitzer
- Kandalakscha 1991: 1. Doppelsitzer, 27. Einsitzer
- Stange 1992: 4. Doppelsitzer (mit Georgi Worobjow)